# Титов Кузьма Омелянович
Кузьма Омелянович Титов (1900, місто Санкт-Петербург, тепер Російська Федерація — ?, місто Ленінград, тепер Санкт-Петербург, Російська Федерація) — радянський державний діяч, начальник цеху гарячих штампів Кіровського заводу міста Ленінграда. Депутат Верховної ради СРСР 2-го скликання.

## Життєпис
Народився в родині робітника-котельника Путиловського заводу. З 1914 року — учень токаря паровозомеханічної майстерні, довбальник, слюсар Путиловського військового заводу міста Санкт-Петербурга. 
Член РКП(б) з 1918 року.
У 1918—1929 роках — токар Путиловського заводу міста Петрограда (Ленінграда). У 1928 році закінчив вечірні курси майстрів при політехнікумі Путиловського заводу та здобув диплом майстра.
З 1929 року — нормувальник, технолог, майстер, начальник дільниці, старший майстер, помічник начальника цеху Путиловського (Кіровського) заводу міста Ленінграда. У 1932 році без відриву від виробництва закінчив вечірнє відділення Ленінградського котлотурбінного технікуму.
З 1938 року — начальник другого механічного цеху Кіровського заводу міста Ленінграда. Займався виробництвом танків для Червоної армії. Раціоналізатор та новатор виробництва.
Під час німецько-радянської війни в 1941 році був евакуйований на Урал, де очолював цех з виробництва танків на одному із оборонних заводів «Танкограда». Наприкінці 1944 року повернувся на Кіровський завод міста Ленінграда, відновлював механічний цех заводу.
У вересні 1945 — після 1962 року — начальник цеху гарячих штампів, начальник відділу Кіровського заводу міста Ленінграда.
Подальша доля невідома. Помер у місті Ленінграді.

## Нагороди і звання
- орден Леніна (19.09.1941)
- три ордени Трудового Червоного Прапора (15.04.1939, 5.06.1942)
- орден Червоної Зірки (17.04.1940)
- орден «Знак Пошани» (5.08.1944)
- медаль «За доблесну працю у Великій Вітчизняній війні 1941—1945 рр.» (1945)
- медалі